# 冷泉巷站
冷泉巷站（英語：Cold Spring Lane station）是巴爾的摩輕軌的車站之一，位於冷泉巷，靠近83號州際公路的交流道。步行可至巴爾的摩綜合技術學院與西方高中。
本站有馬里蘭交通管理局33、38號線行經，步行也可抵達27號線與1號線的站牌。
本站無停車場供通勤乘客使用。
冷泉巷站站址接近北方中央鐵路的梅爾維爾站舊址。

## 外部連結
- Schedules
- Cold Spring Lane entrance from Google Maps Street View